# 1307
Năm 1307 là một năm trong lịch Julius.